# Гътри Гован
Гътри Гован (на английски: Guthrie Govan) е виртуозен китарист, известен с работата си с Ейша (2001-2006), The Young Punx, The Aristocrats. Роден е на 27 декември 1971 г. в Челмсфорд, Есекс, Англия.